# 汉斯·瓦伦
汉斯·瓦伦（瑞典語：Hans Wallén，1961年1月19日—），瑞典男子帆船运动员。他曾代表瑞典参加1992年、1996年和2000年夏季奥林匹克运动会帆船比赛，其中1996年奥运会获得一枚银牌。